# Ngày Chiến thắng (8 tháng 5)

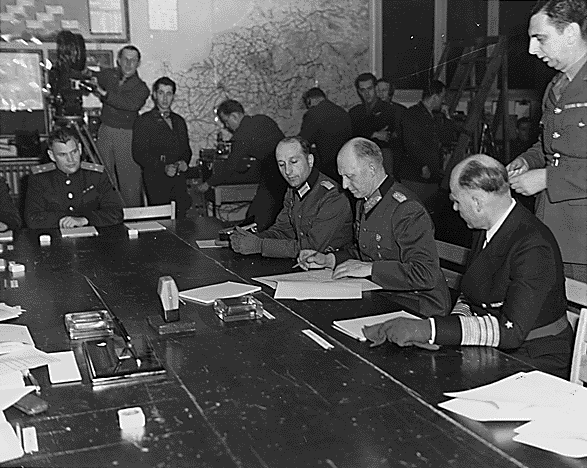
Tướng Alfred Jodl ký văn bản đầu hàng sơ bộ tại Reims

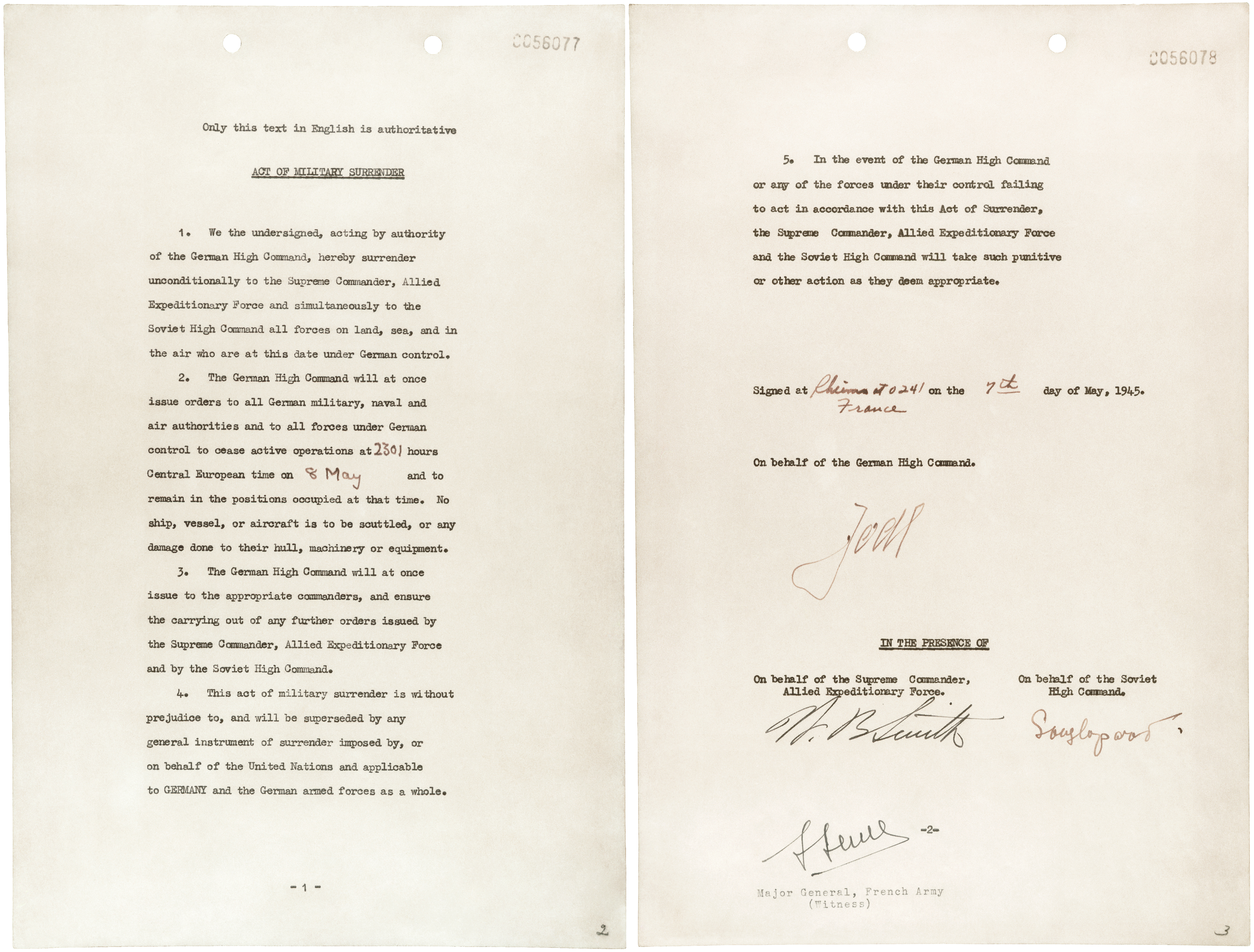
Văn kiện đầu hàng ký kết ngày 7 tháng 5 năm 1945 tại Reims

Ngày chiến thắng (8 tháng 5 năm 1945) còn được gọi là Ngày Chiến thắng ở châu Âu (tiếng Anh viết tắt: VE Day hoặc V-E Day). Đây là ngày mà quân đội các nước đồng minh chính thức chấp nhận sự đầu hàng không điều kiện của các lực lượng vũ trang nước Đức Quốc xã trong Chiến tranh thế giới thứ hai. Sự đầu hàng muộn nhất của quân đội Đức Quốc xã trên quần đảo Channel diễn ra ngày 9 tháng 5. Sau khi Adolf Hitler tự sát ngày 30 tháng 4 năm 1945, đô đốc Karl Dönitz kế nhiệm vai trò quốc trưởng nước Đức Quốc xã và điều hành một chính phủ tại Flensburg. Dưới sự chỉ đạo của Karl Dönitz, tướng Alfred Jodl đã ký văn bản đầu hàng sơ bộ tại Reims ngày 7 tháng 5 và văn bản này được phê chuẩn bởi một văn bản chính thức được ký đêm 8 rạng ngày 9 tháng 5 (giờ Trung Âu) giữa đoàn đại biểu quân đội Đức Quốc xã được sự ủy quyền của chính phủ Karl Dönitz với các đoàn đại biểu các nước Đồng Minh Hoa Kỳ, Liên Xô, Anh và Pháp.

## Lễ kỷ niệm

Thủ tướng Winston Churchill vẫy tay chào đám đông công chúng đứng trên Đại lộ Bạch Sảnh ở Luân Đôn khi ông thông báo chính thức về việc phát xít Đức đã đầu hàng Đồng Minh.

### Tại Anh và Pháp
Năm 1945, hơn một triệu người đã đổ ra đường ăn mừng ngày chiến tranh kết thúc ở châu Âu - dù trước mắt những khó khăn do chiến tranh gây ra vẫn còn đó. Ở Luân Đôn, đông đảo người dân đổ ra Đại lộ Mall (Luân Đôn) suốt từ Quảng trường Trafalgar ở đầu phía Đông đến Lâu đài Buckingham ở đầu phía Tây đại lộ, nơi vua George VI, Hoàng hậu Elizabeth Bowes-Lyon và Thủ tướng Winston Leonard Spencer-Churchill đứng trước ban công Cung điện chia vui cùng dân chúng. Công chúa Elizabeth (nay là Nữ hoàng Elizabeth II) và Công chúa Margaret được vua cha cho phép tham gia vào buổi diễu hành ăn mừng của đám đông công chúng.
Là một trong năm đồng minh lớn chống phát xít, ngày 8 tháng 5 được tuyên bố là ngày lễ kỷ niệm quốc gia của Pháp từ ngày 20 tháng 3 năm 1953 và là ngày nghỉ. Tuy nhiên, đến ngày 11 tháng 4 năm 1959, bằng một nghị định, Tổng thống Charles de Gaulle không xem ngày kỷ niệm 8 tháng 5 là ngày nghỉ. Để nhận được một sự hoà giải về hình thức với Cộng hoà Liên bang Đức (Tây Đức), Tổng thống Giscard d'Estaing cũng loại bỏ việc phối hợp với các nước Đồng minh kỷ niệm chiến thắng 8 tháng 5. Nghi thức kỷ niệm ngày chiến thắng tại Pháp được Tổng thống Francois Mitterrand khôi phục lại vào ngày 1 tháng 6 năm 1981. Đối với người Pháp, ngay từ lần tổ chức mừng chiến thắng đầu tiên đã diễn ra không suôn sẻ tại thành phố Constantine ở Algeria, một thuộc địa của Pháp. Đúng ngày 8 tháng 5 năm 1945, trong cuộc ăn mừng ngày Tây Âu được giải phóng, những người yêu nước Algeria đã lợi dụng cuộc diễu hành để bày tỏ tinh thần yêu nước của họ. Cảnh sát đã nổ súng vào đoàn diễu hành, giết chết một thanh niên cầm cờ của Mặt trận Giải phóng dân tộc Algeria, gây nên sự hỗn loạn. Quân đội kéo đến đàn áp và thảm hoạ đã xảy ra, được quốc tế biết đến với tên gọi "Các vụ thảm sát ở Sétif, Guelma và Kherrata", (Les massacres de Sétif, Guelma et Kherrata). Chính phủ Pháp công bố số thương vong là 1.165 người. Cơ quan tình báo Hoa Kỳ đưa ra con số lớn hơn: 17.000 người chết và 20.000 người bị thương. Sau này, chính phủ Algeria của tổng thống Houari Boumédiène cho rằng có đến 45.000 chết và bị thương.

### Tại Hoa Kỳ và các nước khác

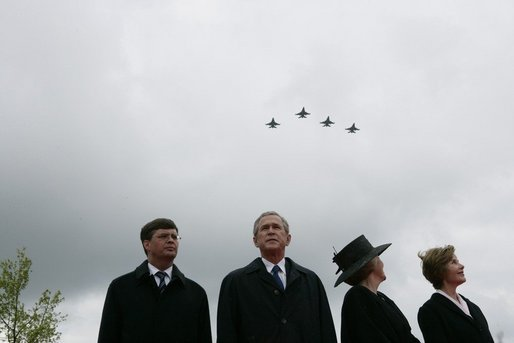
Tổng thống Hoa Kỳ George W. Bush, Nữ hoàng Hà Lan Koningin Beatrice, Phu nhân tổng thống Laura Bush và phu quân Nữ hoàng Hà Lan Jan Peter Balkenend trong Lễ mừng chiến thắng 8 tháng 5 năm 2005 tại Hà Lan

Năm 1945, tại Hoa Kỳ, Tổng thống Harry S. Truman - lúc này vừa kỷ niệm sinh nhật lần thứ 61 của mình - tổ chức buổi lễ mừng chiến thắng nhằm tưởng nhớ người tiền nhiệm của mình, Franklin Delano Roosevelt, vừa mới qua đời vào ngày 12 tháng 4 năm 1945. Lúc đó Hoa Kỳ vẫn treo cờ rủ vì thời gian 30 ngày quốc tang vẫn chưa kết thúc. Ở Chicago, Los Angeles, Miami, và nhất là ở Quảng trường Thời đại tại Thành phố New York, người dân cũng tổ chức ăn mừng với quy mô rất lớn.

Tại Hà Lan, ngày Chiến thắng được gọi là Ngày Giải phóng (Bevrijdingsdag). Hà Lan là nước tổ chức sớm nhất ngày kỷ niệm chiến thắng ở châu Âu và vào ngày 5 tháng 5. Lý do của sự kiện đó là ngày 5 tháng 5 năm 1945, một bộ phận quân Đức đóng tại Tây Bắc nước Đức, Hà Lan và Đan Mạch đã hạ vũ khí đầu hàng Tập đoàn quân 8 (Anh) và Tập đoàn quân 1 (Canada) do thống chế Bernard Montgomery chỉ huy. Văn kiện cam kết đầu hàng của chỉ huy quân đội Đức Quốc xã tại Hà Lan, tướng John Blaskowitz ký tại khách sạn De Wereld tại Wageningen trước sự chứng kiến của thống chế Bernard Montgomery (Anh) và Hoàng tử Bernhard (Hà Lan) có hiệu lực từ lúc 7 giờ 00 ngày 6 tháng 5 năm 1945. 

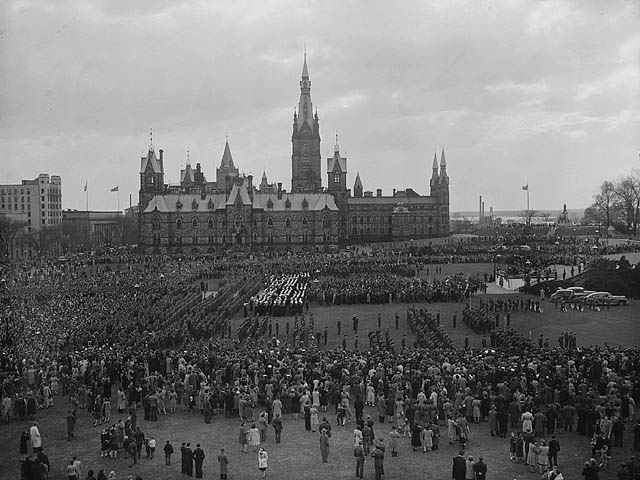
Lễ kỷ niệm Ngày chiến thắng 8 tháng 5 năm 1945 tại Ottawa, thủ đô Canada

 Định kỳ tổ chức Ngày Giải phóng của Hà Lan là 5 năm một lần. Từ năm 1990, ngày 5 tháng 5 là ngày nghỉ trên toàn quốc Hà Lan. Tuy nhiên, việc nghỉ lễ không phải là bắt buộc. Đối với công chức viên chức, họ được nghỉ nhưng không nhận một ngày lương. Đối với người lao động là việc trong các doanh nghiệp thì cần có sự thoả thuận trước giữa người lao động và người sử dụng lao động. Từ năm 1980, lễ hội Ngày Giải phóng được tổ chức không chỉ ở Amsterdam mà còn được tổ chức ở 12 tỉnh lỵ của Hà Lan, do một Ủy ban quốc gia điều hành có sự tham gia đóng góp của một đội ngũ các "Đại sứ của Tự do". Cho đến nay, người Hà Lan vẫn có một số ý kiến khác nhau về Ngày Giải phóng của mình vì quá trình đầu hàng của quân Đức tại Hà Lan và Đan Mạch kéo dài từ ngày 4 đến hết ngày 6 tháng 5 năm 1945.
Tại Tây Đức, ban đầu, chính quyền Cộng hoà liên bang Đức (Tây Đức) coi ngày 9 tháng 5 là một ngày thất bại của dân tộc. Do đó, họ không tổ chức kỷ niệm. Các căn cứ quân sự của NATO đóng tại Tây Đức như Flensburg, Ramstein... cũng không tổ chức kỷ niệm ngày này. Dần dần, người Đức đã có sự thay đổi nhận thức về tầm quan trọng của ngày kỷ niệm này. Năm 1985, tổng thống Đức Richard von Weizsäcker có một bài diễn văn kỷ niệm 40 năm ngày kết thúc chiến tranh thế giới thứ hai ở châu Âu và ông đã gọi ngày 9 tháng 5 là ngày giải phóng dân tộc Đức khỏi chủ nghĩa Quốc xã. Ngày 8 tháng 5 năm 2005, nước Đức thống nhất kỷ niệm ngày này với tên gọi: "Ngày dân chủ".

## Ngày Chiến thắng của Liên Xô
Do sự khác nhau về múi giờ, việc ký kết văn bản chính thức về việc đầu hàng không điều kiện của nước Đức Quốc xã diễn ra lúc 22 giờ 00 ngày 8 tháng 5 năm 1945 (giờ Trung Âu) tức 0 giờ ngày 9 tháng 5 năm 1945 (giờ Moskva) và hoàn thành lúc 22 giờ 43 phút (giờ Trung Âu) tức 0 giờ 43 phút ngày 9 tháng 5 (giờ Moskva). Vì vậy, Liên Xô cũ và nhiều quốc gia SNG hiện nay và một số nước khác lấy ngày 9 tháng 5 làm ngày kỷ niệm chiến thắng nước Đức Quốc xã đồng thời là ngày kết thúc thắng lợi cuộc Chiến tranh vệ quốc vĩ đại.

## Ngày 8 tháng 5 là ngày nghỉ lễ

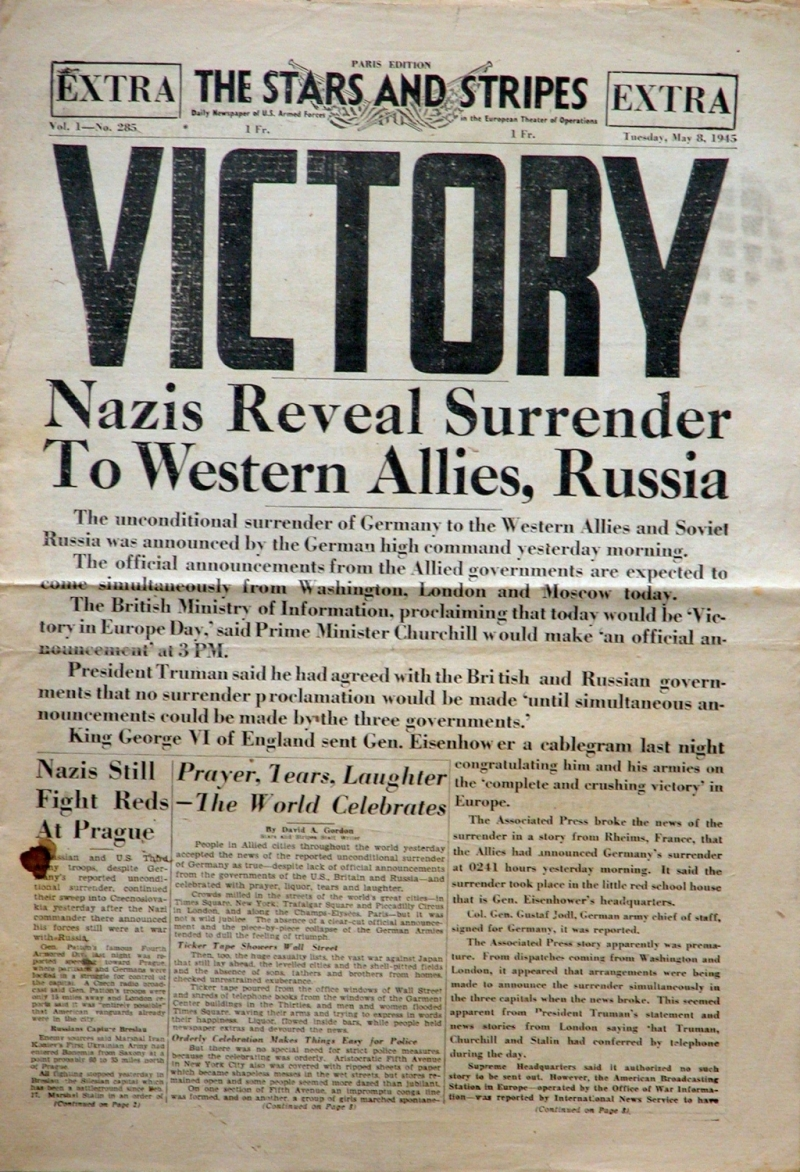
Tờ báo "Sao và sọc" (Stars and Stripes) số 285 phát hành tại Paris (Pháp) ngày 8 tháng 5 năm 1945 công bố sự kiện nước Đức Quốc xã đầu hàng không điều kiện

- Tại Vương quốc liên hiệp Anh và Bắc Ireland, từ dịp kỷ niệm lần thứ 50 ngày kết thúc Chiến tranh thế giới thứ hai ở châu Âu năm 1995, ngày 8 tháng 5 được coi là ngày nghỉ lễ và thay thế cho ngày nghỉ giao dịch 1 tháng 5 (ngày Quốc tế lao động) trước đó.
- Tại Cộng hòa dân chủ Đức cũ, từ năm 1950 đến năm 1966, ngày 8 tháng 5 được gọi là Ngày giải phóng và được coi là ngày nghỉ. Từ năm 1967 đến năm 1989, ngày nghỉ lễ chuyển sang ngày 9 tháng 5 và ngày 8 tháng 5 trở thành ngày nghỉ đi kèm.
- Tại bang Mecklenburg-Vorpommern (Cộng hòa liên bang Đức), từ năm 2002, ngày 8 tháng 5 chỉ được coi là ngày kỷ niệm giải phóng khỏi Chủ nghĩa Quốc xã (Tag der Befreiung Nationalsozialismus vom und der des Beendigung 2. Weltkrieges) và là ngày kết thúc Chiến tranh thế giới thứ hai.
- Slovakia coi ngày 8 tháng 5 là Ngày giải phóng (Den vítězství or Den osvobozen)
- Na Uy coi ngày 8 tháng 5 là Ngày giải phóng (Frigjøringsdagen)
- Đan Mạch gọi ngày 5 tháng 5 Ngày giải phóng (Befrielsen)
- Hà Lan coi ngày 5 tháng 5 Ngày giải phóng (Bevrijdingsdag)